# Eopselaphus luzonensis
Eopselaphus luzonensis là một loài bọ cánh cứng trong họ Oedemeridae. Loài này được Švihla miêu tả khoa học năm 2006.